# Gnorimosphaeroma kurilense
Gnorimosphaeroma kurilense is een pissebed uit de familie Sphaeromatidae. De wetenschappelijke naam van de soort is voor het eerst geldig gepubliceerd in 1974 door Kussakin.